# Cinq danses rituelles (Jolivet)

Cinq Danses rituelles est une œuvre d'André Jolivet composée en 1939.
Il existe une version de l'œuvre pour piano et une version pour orchestre.

## Structure
L'œuvre, dune durée denviron 25-26 minutes, comprend cinq parties intitulées comme suit, :
1. Danse initiatique
2. Danse du héros
3. Danse nuptiale
4. Danse du rapt
5. Danse funéraire

Voici ce que dit le compositeur de cette œuvre: « Les danses rituelles se réfèrent aux groupements humains de toujours, mais particulièrement ici à ceux dits primitifs chez lesquels l'âme humaine a gardé toute sa virginité. Les titres correspondent aux différentes étapes de la vie sociale et religieuse...de toute vie humaine. Ce sont, en fait les danses de la naissance et de la puberté, de la guerre et de la virilité, de l'amour et du mariage, de la mort et de la résurrection...»

## Version pour piano
C'est la pianiste Lucette Descaves qui assura la création des Cinq Danses rituelles le 15 juin 1942, à l'École normale de musique de Paris,.

## Version pour orchestre
L'œuvre fut créée par la Société des Concerts au Théâtre des Champs-Élysées à Paris, le 5 décembre 1944. L'orchestre était placé sous la direction d'André Cluytens.

## Discographie
Version pour piano
- Bernard Lemmens, René Gailly, 1984 (+ Sonate pour piano n°1 et n°2, Étude sur des modes antiques)
- Jacqueline Méfano, Adda, 1988 (+Mana)
- Marie-Josèphe Jude, Lyrinx, 2003 (+ entretien avec André Jolivet, Archives de l'INA)
- Pascal Gallet, Maguelone, (vol.2), 2005 (+Pièces pédagogiques, 2e sonate)

Version pour orchestre
- Orchestre national de l'ORTF, dir. André Jolivet, Lyrinx, 1984